# 熊取町立南小学校
熊取町立南小学校（くまとりちょうりつ みなみしょうがっこう）は、大阪府泉南郡熊取町朝代東4丁目にある公立小学校。

## 沿革
熊取町には従来熊取町立小学校1校のみが存在し、町全域を校区としていた。しかし宅地化に伴い児童数が増加したことで、町内に新設の小学校を2校設置することになった。そのうちの1校として、1975年に熊取町立小学校から分離新設する形で、泉南郡熊取町大字野田1610番地（現在地。当時の住所表示）に熊取町立南小学校として開校した。なお開校と同時に、分離元の熊取町立小学校は熊取町立中央小学校へと改称している。

## 交通
- 南海ウイングバス 南小学校前バス停。